# Fab (sitio web)
Fab es una empresa de comercio electrónico fundada en 2010. Una vez se estimó en un valor de más de mil millones de dólares, en noviembre de 2014, se rumoreaba que la compañía estaba en conversaciones para vender por tan solo 15 millones de dólares. En marzo de 2015, los activos digitales y de comercio de Fab fueron adquiridos por PCH Internacional por una suma no revelada, y desde entonces se relanzó como una nueva entidad sin interacción de los fundadores originales.
Creció de 175,000 miembros en junio de 2011, a más de 10 millones en diciembre de 2012. Al 30 de abril de 2013, Fab reveló que recibió 6 millones de visitantes únicos por mes y había vendido más de 7 millones de productos desde el lanzamiento. Fab originalmente tenía su sede en Manhattan y operaba en un almacén en Keasbey, New Jersey. La compañía una vez tenía oficinas ubicadas en Pune (India), y Berlín.

## Historia
Fab fue fundada en febrero de 2010 por Jason Goldberg (empresario) (anteriormente XING AG y Jobster) y jefe de diseño de Bradford Shellhammer. Originalmente, el sitio se llamaba Fabulis y era una red social para hombres homosexuales y sus amigos antes de pivotar el 9 de junio de 2011 en su modelo de inspiraciones y ventas diarias de diseño. En noviembre de 2011, cinco meses después del relanzamiento, Fab llegó a 1 millón de miembros. La compañía alcanzó este número más rápido que Facebook, Twitter y Groupon. En septiembre de 2012, Fab eliminado los requisitos de afiliación a navegar por el sitio. En diciembre de 2012, Fab superó los 10 millones de miembros, frente a los 7,5 millones de miembros en septiembre. Fab también anunció que había vendido más de 4.3 millones de productos desde su lanzamiento, con un promedio de 5.4 productos vendidos por minuto. En julio de 2013, fab eliminó 100 puestos en su oficina de Berlín como una medida de creación de ganancias. Fab despidió a 101 empleados más, principalmente en su oficina de la ciudad de Nueva York en octubre de 2013, reduciendo aún más su fuerza de trabajo en un 19 por ciento.
En septiembre de 2014, Fab lanzó un sitio web asociado, Hem, un sitio de diseño que ofrece diseños de muebles personalizados.
En 2014, Bradford Shellhammer dejó su papel como director de diseño para crear su propio mercado de diseño, Bezar.

### Adquisiciones
Fab hizo su primera adquisición en enero de 2012 cuando compró el minorista de moda independiente FashionStake. En febrero de 2012, Fab compró el sitio web alemán de ventas flash Casacanda. Cuatro meses después adquirieron la compañía británica Llustre.

### Comercio social
Fab promovió el comercio social. La empresa mantuvo un Muro de Inspiración en el que los miembros podían subir y compartir inspiraciones de diseño. En diciembre de 2011, Fab presentó su "Live Feed", que permite a los usuarios compartir lo que están comprando, les gusta y tuiteando en Fab.com. En enero de 2012, Fab fue uno de los socios iniciales de Facebook como parte de su integración de herramientas sociales a través de la línea de tiempo de Facebook. La compañía también empleó una primera estrategia móvil con sus productos digitales, con énfasis en iPad y iPhone, y lanzó una aplicación móvil personalizada en octubre de 2012.

## Financiación
Menos de dos meses después de su lanzamiento en junio de 2011 Fab aseguró una ronda de financiación de $ 8 millones liderada por Menlo Ventures con inversores existentes, incluidos la Primera Ronda de Capital, Baroda Ventures, The Washington Post, Founder y el CEO Jason Goldberg (empresario), SoftTech VC, SV Angel, Ashton Kutcher, Guy Oseary y Un Grado de Inversiones, y Empresas Zelkova también participan.  En diciembre de 2011, Fab.com recaudó una ronda de financiación de 40 millones de dólares liderada por la firma de inversión Andreessen Horowitz, con lo que su financiación total asciende a más de 51 millones de dólares.
La ronda de financiación más grande de Fab, 105 millones de dólares, se produjo poco después de su primer aniversario en julio de 2012. La ronda de la Serie C fue dirigida por Atomico con la participación de los siguientes inversores: Andreessen Horowitz, Menlo Aventuras, Primera Capital de Ronda, Baroda Aventuras, ru-Net Technology Partners (RTP), Pinnacle Aventuras, Izurium Capital, Docomo Capital, y Mayfield Fund.